# Merriams chipmunk
De Merriams chipmunk (Neotamias merriami) is een zoogdier uit de familie van de eekhoorns (Sciuridae). De wetenschappelijke naam van de soort werd voor het eerst geldig gepubliceerd door J.A. Allen in 1889. De soort is vernoemd naar de Amerikaanse bioloog Clinton Hart Merriam.

## Voorkomen
De soort komt voor in Mexico en de Verenigde Staten.